# Ruynes-en-Margeride
Ruynes-en-Margeride (okzitanisch: Ruenas de Marjarida) ist ein zentralfranzösischer Ort und eine Gemeinde mit 715 Einwohnern (Stand: 1. Januar 2022) im Département Cantal in der Region Auvergne-Rhône-Alpes (vor 2016: Auvergne). Die Gemeinde gehört zum Arrondissement Saint-Flour und zum Kanton Neuvéglise-sur-Truyère.

## Lage
Ruynes-en-Margeride liegt etwa elf Kilometer ostsüdöstlich von Saint-Flour. Umgeben wird Ruynes-en-Margeride von den Nachbargemeinden Vabres im Norden, Védrines-Saint-Loup im Norden und Nordosten, Clavières im Osten, Chaliers im Süden, Val d’Arcomie im Süden und Westen sowie Saint-Georges im Westen.

## Bevölkerungsentwicklung
| Jahr                       | 1962 | 1966 | 1975 | 1982 | 1990 | 1999 | 2006 | 2019 |
| Einwohner                  | 692  | 672  | 584  | 591  | 605  | 648  | 639  | 712  |
| Quellen: Cassini und INSEE |      |      |      |      |      |      |      |      |

## Sehenswürdigkeiten
- Himmelfahrts-Kirche
- Burg Ruynes aus dem 12. Jahrhundert, Monument historique seit 1981

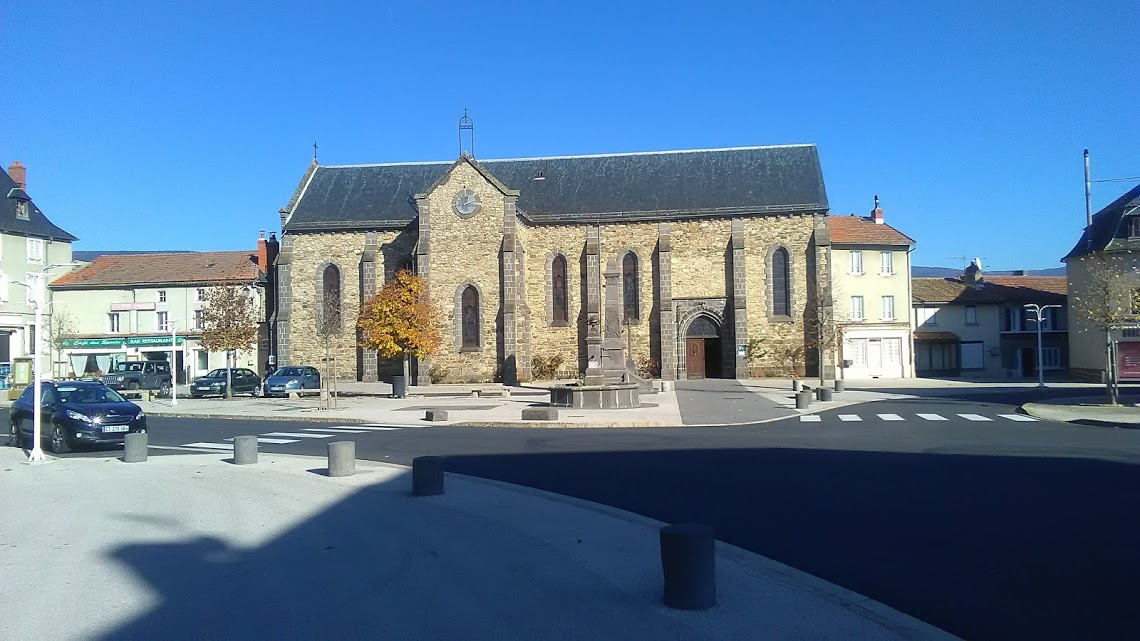
Himmelfahrts-Kirche

- Ökomuseum der Margeride

## Persönlichkeit
In Ruynes-en-Margeride wirkte der Politiker Maurice Montel lange Jahre als Bürgermeister (1959 bis 1977).